# سباون (قصص مصورة)
سباون هو شخصية خالية، ابتكرها تود ماكفارلين، ظهرت هذه الشخصية لأول مرة في العدد الأول من سباون (مايو 1992). وقد احتلت هذه القصة الترتيب الـ 60 في تصنيف مجلة الساحر (ويزرد)، من ضمن 200 مجلة هزلية صدرت، واحتلت المرتبة الـ50 في تصنيف مجلة الإمبراطورية (إمباير) لأعظم 50 مجلة هزلية، والمرتبة الـ36 في تصنيف IGN لعام 2011 لأفضل شخصيات الأبطال في القصص الهزلية. 
تم القيام بمحاولة تجسيد شخصية سباون كإنتاج سينمائي، ومن ذلك فلم روائي طويل عام 1997، وأيضًا إلى مسلسل كرتوني في قناة HBO من العام 1997 حتى عام 1999.

## روابط خارجية
- سباون على موقع ميوزك برينز (الإنجليزية)
- سباون على موقع ديسكوغز (الإنجليزية)